# Guillaume Liborel
Guillaume-François-Joseph, baron Liborel (né le 29 octobre 1739 à Saint-Omer et mort le 22 avril 1829 à Paris), est un avocat et homme politique français. Il est connu pour sa rivalité avec Maximilien de Robespierre. 

## Biographie

### Enfance et formations
Issu d’une famille de médecins et de juristes, bourgeois à Saint Omer, originaire de la petite noblesse du Ponthieu, il est le fils d'un avocat homonyme d'Arras et de Marie-Caroline-Josèphe de Renty, son épouse.
Entré au collège des Jésuites en 1749 pour faire ses humanités, il poursuit une scolarité brillante (collège de Saint-Vaast, puis à l'université de Douai. Il monte ensuite à Paris où il obtient sa licence en droit le 22 mai 1764. 
Le 15 mars 1765, il est inscrit bourgeois d'Arras.
Le 1er mars 1767, il épouse Anne-Madeleine-Victoire-Thérèse Letombe, fille du doyen de la Chambre des notaires d'Arras, qui lui donne 17 enfants dont neuf survivent.

## Carrière
Reçu avocat au Conseil du roi le 24 mai 1764, il est inscrit au barreau épiscopal d'Arras, dont il devient rapidement l'un des ténors. Il y appuie avec succès la candidature du jeune Maximilien de Robespierre, son lointain parent (1781). 

### Démêlés avec Robespierre
Toutefois, au bout de quelques mois, ce dernier passera au service d'un autre ténor du barreau d'Arras Maître Buissart, au service de qui il plaide en second l'affaire dite « du paratonnerre » (1783), si brillamment plaidée et remportée par le tout jeune avocat. Quand Robespierre reprend en mains l'affaire du cordier Deteuf contre l'abbaye d'Anchin, cette dernière fera appel aux services de Me Liborel. Les deux hommes s'affronteront avec force et vigueur avant que l'affaire ne donne lieu à une transaction validée par jugement final. Une explication de l'origine sinon du renforcement de l'opposition entre les deux hommes proviendrait de ce que ce dernier aurait été sélectionné avec d'autres juristes d'Arras pour participer à une commission chargée de réformer (du moins de proposer des voies de réforme) le droit coutumier régional, commission dont Robespierre aurait été exclu d'office à cause de son intransigeance. À ses critiques (publiques), Liborel aurait répondu par une lettre publique particulièrement sévère à l'endroit de son confrère. Liborel rejoignit le corps échevinal de la ville d'Arras.
L'efficace Le Bon débusque alors (trop) rapidement à Saint Omer un juriste du nom de Liborel, qu'il fait condamner et guillotiner en quatre jours, pour s'apercevoir après coup qu'il s'agissait en fait de l'oncle du proscrit, qui avait remplacé son neveu comme avocat et conseil à l'Abbaye de Saint-Vaast. Le Bon, prévenu à temps de la méprise, aurait tout de même envoyé l'infortuné se faire guillotiner à Cambrai (20 juin 1794), jurant de prendre sous huit jours le rival de Robespierre. Promesse jamais tenue puisque ce fut Le Bon qui fut arrêté deux jours après... Cette épreuve et son dénouement auraient durablement conforté Guillaume Liborel dans sa foi chrétienne.

### Émigration?
À la Révolution, l'ancien échevin arrageois devient président du Directoire du district d'Arras (1791), puis émigre provisoirement pour fuir la vindicte de Robespierre.

### Retour dans la vie publique à la fin de la Terreur
À la chute du Comité de salut public, Liborel rentre (ou réapparaît) à Saint-Omer pour en devenir président du tribunal (27 juillet 1794), puis député du Pas-de-Calais (4 octobre 1795), et, à ce titre, membre du Conseil des Anciens (1796 à 1799), dont il est plusieurs fois secrétaire (à partir du 4 septembre 1797), se signalant par sa grande activité de législateur et de rédacteur: il y combat avec succès, notamment, l'admissibilité des créances des émigrés.

### Président de la section civile de la Cour de cassation
Nommé le 6 novembre 1799 à la Cour de Cassation, il y reste 15 ans, pour en présider plusieurs fois la section civile, les représentants en titre étant accaparés par la rédaction du Code civil.
Son parcours politique (quoique proche des idées nouvelles, il avait toujours blâmé l'exécution du couple royal et n'avait jamais abjuré son catholicisme, étant resté toujours extrêmement pieux ; il n'a pas participé activement à l'aventure napoléonienne), sa contribution à la mise en place du nouveau système juridique français et sa fidélité à Louis XVIII durant les Cent-jours lui valent en 1818 le titre de baron, avec institution de majorat.

### Retraitepour grand âge
Retiré de la vie publique du fait de son âge à partir du 15 février 1815, avec le titre de Conseiller honoraire, il participe néanmoins activement à la création de la cour d'assises de Saint-Omer.

## Distinctions
- Chevalier de la Légion d'Honneur le 26 octobre 1803[17]
- Chevalier de l'Empire (création du 26 avril 1808[18])
- Officier de la Légion d'honneur le 16 février 1815
- Baron (création du 29 juillet 1818[19])

## Œuvres
- Mémoires du baron Liborel (non publiées à ce jour)

## Sources
- Notice sur M. le baron Liborel, conseiller honoraire à la Cour de cassation, officier de la Légion d'honneur, par M. Bouton, Paris
- Notice historique sur le baron Liborel, avocat au Conseil d'Artois, membre de l'Echevinage d'Arras et des Etats d'Artois, etc., dans Mémoires de l'Académie des Sciences, Lettres et Arts d'Arras, tome XI (page 57), par A-J. Paris, 1879
- « Guillaume Liborel », dans Adolphe Robert et Gaston Cougny, Dictionnaire des parlementaires français, Edgar Bourloton, 1889-1891 [détail de l’édition]